# Impôt sur la fortune immobilière
Pour les articles homonymes, voir IFI.
Lire en ligne

Lire sur Légifrance

Impôt de solidarité sur la fortune
L'impôt sur la fortune immobilière (IFI) est l'impôt sur la fortune français payé, depuis le 1er janvier 2018, par les personnes physiques ou les couples détenant un patrimoine immobilier non affecté à l'activité professionnelle net taxable strictement supérieur au seuil de 1,3 million d'euros.
Cet impôt progressif par tranches est assis sur la partie supérieure du patrimoine, au-delà d'un seuil défini par le commencement de la première tranche, qui est différent du seuil d'entrée à partir duquel le foyer est considéré comme assujetti. Au 1er janvier 2018, les taux du barème de l'IFI vont de 0,5 à 1,5 % et la première tranche s'applique à partir de 800 000 euros.
L'IFI, mesure emblématique du programme d'Emmanuel Macron, a remplacé l'impôt de solidarité sur la fortune (ISF) le 1er janvier 2018. Ses modalités (assiette, taux d'imposition, réduction, etc.) sont fixées par les articles 964 à 982 du code général des impôts. En 2019, le produit est de 2,1 milliards d'euros et le nombre de déclarations est de 139 149. En 2022, le produit est toujours de 2,1 milliards, et le nombre de déclarations est de 164 000.
En octobre 2019, un rapport du Sénat précise que la suppression de l'ISF et d'adoption de l'IFI auraient engendré des « effets indésirables » sur l'économie et n'auraient eu qu'un impact positif sur le nombre de départs. Un rapport de la Cour des comptes de janvier 2024 conclut pour sa part qu'« il n'est toutefois pas possible d'imputer directement l'inversion du solde des départs et des retours à la seule transformation de l'ISF en IFI ».
En 2022, près de 164 000 foyers fiscaux étaient assujettis à l'IFI et ils ont collectivement versé 1,8 milliard d'euros à l'Etat (2,1 milliards d'euros en comptant les sommes recouvrées au titre des déclarations complémentaires et des contrôles) - soit 0,7 % de ses recettes annuelles.

## Champ d'application
L'IFI concerne les personnes physiques, célibataires ou en couple, qui possèdent un patrimoine imposable dont la valeur nette est supérieure à un seuil fixé par la loi. Le seuil légal est de 1 300 000 euros en 2018.
Le calcul du patrimoine s'effectue, quant à lui, en fonction du foyer fiscal, mais sans considération du régime matrimonial. Il retient donc les éléments du patrimoine appartenant à l'ensemble des membres du foyer fiscal, soit dans le cas d'un couple tous les biens appartenant à l'un ou à l'autre des conjoints. C'est d'ailleurs pour cela que par disposition expresse du législateur les couples (y compris de même sexe) vivant en concubinage sont assimilés aux couples mariés pour le calcul du patrimoine, idem pour les personnes ayant conclu un PACS.
Toutefois, les époux mariés sous le régime de la séparation de biens (ou en instance de séparation de corps ou de divorce) et qui ne vivent pas sous le même toit font l'objet d'une imposition séparée.

## Barème d'imposition au1erjanvier 2018
Ci-après le barème d’imposition de l'IFI au 1er janvier 2018.
| Fraction de la valeur nette taxable du patrimoine | Taux applicable |
| ------------------------------------------------- | --------------- |
| Jusqu'à 800 000 €                                 | 0,00 %          |
| Entre 800 000 € et 1 300 000 €                    | 0,50 %          |
| Entre 1 300 000 € et 2 570 000 €                  | 0,70 %          |
| Entre 2 570 000 € et 5 000 000 €                  | 1,00 %          |
| Entre 5 000 000 € et 10 000 000 €                 | 1,25 %          |
| Supérieure à 10 000 000 €                         | 1,50 %          |

Ce tableau ne suffit cependant pas à calculer l'IFI car deux règles supplémentaires s'appliquent :
- Le seuil d'imposition de l'IFI est fixé à 1 300 000 euros. Les patrimoines compris entre 800 000 euros et 1 300 000 euros sont exemptés d'IFI.
- Les contribuables dont la valeur du patrimoine est comprise entre 1 300 000 et 1 400 000 euros bénéficient d'une décote qui s'impute sur le montant de l'IFI calculé selon le barème précédent. Le montant de la décote se calcule de la manière suivante : 17 500 € − 1,25 % × valeur nette taxable du patrimoine.

En appliquant les deux règles précédentes, le tableau devient le suivant, avec un effet de seuil visible à 1 300 000 euros.
| Valeur nette taxable du patrimoine | Montant de l'impôt à payer (en €)                      | Impôt à payer                      | Exemple                                                                                                   |
| ---------------------------------- | ------------------------------------------------------ | ---------------------------------- | --- |
| Jusqu'à 1 300 000 €                | 0 €                                                    | Égal à 0 €                         | valeur nette taxable du patrimoine = 1 299 000 € Impôt à payer = 0 €                                      |
| Entre 1 300 000 € et 1 400 000 €   | valeur nette taxable du patrimoine × 1,95 % − 24 100 € | Compris entre 1 250 € et 3 200 €   | valeur nette taxable du patrimoine = 1 300 001 € Impôt à payer = 1 300 001 × 0,0195 − 24 100 = 1 250 €    |
| Entre 1 400 000 € et 2 570 000 €   | valeur nette taxable du patrimoine × 0,7 % − 6 600 €   | Compris entre 3 200 € et 11 390 €  | valeur nette taxable du patrimoine = 2 000 000 € Impôt à payer = 2 000 000 × 0,007 − 6 600 = 7 400 €      |
| Entre 2 570 000 € et 5 000 000 €   | valeur nette taxable du patrimoine × 1 % − 14 310 €    | Compris entre 11 390 € et 35 690 € | valeur nette taxable du patrimoine = 4 000 000 € Impôt à payer = 4 000 000 × 0,01 − 14 310 = 25 690 €     |
| Entre 5 000 000 € et 10 000 000 €  | valeur nette taxable du patrimoine × 1,25 % − 26 810 € | Compris entre 35 690 € et 98 190 € | valeur nette taxable du patrimoine = 8 000 000 € Impôt à payer = 8 000 000 × 0,0125 − 26 810 = 73 190 €   |
| Supérieure à 10 000 000 €          | valeur nette taxable du patrimoine × 1,5 % − 51 810 €  | Supérieur à 98 190 €               | valeur nette taxable du patrimoine = 20 000 000 € Impôt à payer = 20 000 000 × 0,015 − 51 810 = 248 190 € |

Le graphique ci-dessous représente le montant de l’impôt à payer en fonction de la valeur nette taxable du patrimoine déclaré :
Pour des raisons techniques, il est temporairement impossible d'afficher le graphique qui aurait dû être présenté ici.

## Effet de seuil
Les patrimoines compris entre 800 001 euros et 1 300 000 euros n'étant pas assujettis à l'IFI, un effet de seuil notable apparaît lors du passage d'un patrimoine de 1 300 000 euros à 1 300 001 euros. Un contribuable avec un patrimoine de 1 300 000 euros ne paiera pas d'IFI, alors qu'un contribuable avec un patrimoine de 1 300 001 euros paiera 1 250 euros d'IFI.
Cet effet de seuil a cependant été atténué par la décote appliquée pour les patrimoines compris entre 1 300 000 euros et 1 400 000 euros. Sans cette décote, un contribuable avec un patrimoine de 1 300 001 euros aurait dû payer 2 500 euros d'IFI. L’effet de seuil est donc réduit de moitié grâce à la décote.
Pour des raisons techniques, il est temporairement impossible d'afficher le graphique qui aurait dû être présenté ici.

## Biens imposables
Tous les biens et droits immobiliers entrent dans l'assiette de l'IFI, les parts de sociétés civiles de placement immobilier (SCPI), d'organismes de placement collectif en immobilier (OPCI) et de sociétés civiles immobilières (SCI) ainsi que, pour les contrats d'assurance-vie en unités de compte, la valeur de rachat représentative des actifs immobiliers et plus généralement les parts ou actions de toute société ayant à son actif des biens immobiliers non professionnels si la participation détenue représente plus de 5 % du capital de ladite société.
Les biens immobiliers servant à l'exercice d'une activité professionnelle ainsi que les actions de sociétés foncières cotées sont exonérés.
Les contribuables assujettis à l'IFI bénéficient d'un abattement de 30 % sur la valeur de leur résidence principale (sauf si cette dernière est détenue indirectement dans une société) et, conformément aux règles du plafonnement fiscal, la somme de l'IFI et de l'impôt sur le revenu ne peut pas excéder 75 % des revenus.

## Règles de détermination de la valeur nette taxable
La valeur des biens prise en compte est leur valeur nette, entendre valeur brute moins les dettes déductibles. Seules les dettes se rapportant à des actifs taxables sont déductibles.
Les foyers assujettis à l'IFI peuvent déduire les dettes existantes au 1er janvier portant sur les dépenses d'acquisition des biens, de réparation et d'entretien supportées par le propriétaire, les dépenses d'amélioration, de construction, de reconstruction et d'agrandissement.

## Réductions
Elles sont prévues par les dispositions du II de l’article 978 du CGI.
Les redevables de l'IFI peuvent diminuer leur impôt en effectuant des dons aux associations et fondations d’intérêt général à hauteur de 75 % du montant versé dans la limite de 50 000 euros « par redevable et par année d’imposition », mais uniquement pour certains types d'organismes comme : des établissements d'enseignement supérieur ou d'enseignement artistique publics ou privés, d'intérêt général, à but non lucratif et des établissements d'enseignement supérieur consulaire mentionnés à l'article L. 711-17 du code du commerce pour leurs activités de formation professionnelle initiale et continue ainsi que de recherche ; des fondations reconnues d’utilité publique répondant aux conditions fixées au 1 du a de l'article 200 du CGI.
Les dons peuvent être en numéraire, ou en dons de titre.
Contrairement à l'impôt sur les revenus, ce régime de réduction d'impôt ne donne pas lieu « à report sur l’impôt dû au titre des années suivantes ». En outre, la réduction de l'IFI dons n'est pas cumulable avec celle déjà déduite au titre de l'impôt sur les revenus, ni au titre d’un autre impôt (droit de mutations).